# Миленко Бајић
Миленко Бајић (Ресановци, 20. август 1944 — Сарајево, 25. април 2009) био је југословенски професионални фудбалер и тренер.

## Каријера
Играо је за фудбалски клуб Сарајево и швајцарски Сион и једном је представљао Југославију на међународној сцени. Као члан тренерског штаба Сарајева, наставио је низ освајања титула, тако што су освојили наслов Југословенске лиге 1985.